# La civil (película)
La civil es una película dramática de 2021, coproducida entre México y Bélgica, dirigida por Teodora Mihai. Está basada en la historia de Miriam Rodríguez Martínez, activista mexicana por derechos humanos que, tras la desaparición de su hija en 2012, comenzó una intensa búsqueda para encontrarla. Su producción se realizó en Nombre de Dios, Durango, durante la pandemia de COVID-19, y está protagonizada por Arcelia Ramírez, Álvaro Guerrero, , Juan Daniel García y Denisse Azpilcueta y Vanesa Burciaga.
La película fue seleccionada en junio de para competir en la sección Un certain regard del Festival de Cannes 2021. En Cannes, ganó el Premio al Valor en la sección Un Certain Regard. En la 65° edición de los Premios Ariel, recibió 9 nominaciones, incluyendo Mejor Película, Mejor Actriz y Mejor Actor.

## Sinopsis
La Civil cuenta la historia de Cielo, una madre en busca de su hija secuestrada por un cartel en el norte de México. Con las autoridades negándose a acudir en su ayuda, Cielo decide tomar el asunto en sus propias manos. Comienza su investigación y se gana la confianza de Lamarque, un soldado no convencional desplegado en la región. Acepta ayudarla en su búsqueda, ya que la información de Cielo puede ser útil para sus propias operaciones. Su colaboración arrastrará a Cielo a una terrible espiral de violencia.

## Reparto
- Arcelia Ramírez como Cielo.
- Álvaro Guerrero como Gustavo.
- Daniel García como El Puma.
- Eligio Meléndez como Quique.
- Jorge A. Jiménez como Teniente Lamarque.
- Antonio Hernández como "Investigador Forense".
- Vanesa Burciaga como Rosy.
- Mónica del Carmen como Señora de la tienda.
- Ayelén Muzo como Teniente Robles.
- Manuel Villegas como Lisandro
- Mercedes Hernández como Mamá del Puma.
- Alessandra Goñi Bucio como Comandante Inez.
- Alicia Candelas como Meche.
- Claudia Goytia como Maquillista de la morgue.
- Denisse Azpilcueta como Laura.
- Moisés Quiñones como “Chico tatuado”
- Alejandra Castañeda como “Mujer joven”

## Premios y nominaciones
| Premio                                    | Categoría                                                  | Nominaciones                                                  | Resultado |
| ----------------------------------------- | ---------------------------------------------------------- | ------------------------------------------------------------- | --------- |
| Festival de Cine Iberoamericano de Huelva | Mejor Interpretación                                       | Arcelia Ramírez                                               | Ganadora  |
| Festival de Cine de Hamburgo              | Premio a Película Política de la Fundación Friedrich Ebert | La civil                                                      | Ganadora  |
| Festival Internacional de Cine de Tokio   | Grand Prix de Tokio                                        | La civil                                                      | Nominada  |
| Festival Internacional de Cine de Tokio   | Premio Especial del Jurado                                 | La civil                                                      | Ganadora  |
| FEST New Directors New Films Festival     | Lince de Oro a Mejor Película                              | La civil                                                      | Ganadora  |
| Festival de Cine de Jerusalém             | Spirit for Freedom Award Mejor Película                    | La civil                                                      | Nominada  |
| Festival Internacional de Cine de Cannes  | Premio Un Certain Regard                                   | La civil                                                      | Nominada  |
| Festival Internacional de Cine de Cannes  | Cámara de Oro                                              | La civil                                                      | Nominada  |
| Festival Internacional de Cine de Cannes  | Un Certain Regard - Premio de Coraje                       | La civil                                                      | Nominada  |
| Premios Magritte                          | Mejor Filme Belga                                          | La civil                                                      | Ganadora  |
| Festival de Cine de Glasgow               | Premio de la Audiencia                                     | La civil                                                      | Nominada  |
| Festival de Cine de Ostende               | Mejor Edición                                              | Alain Dessauvage                                              | Nominado  |
| Premio Ariel                              | Mejor Película                                             | La civil                                                      | Nominada  |
| Premio Ariel                              | Mejor Actuación Femenina                                   | Arcelia Ramírez                                               | Ganadora  |
| Premio Ariel                              | Mejor Actuación Masculina                                  | Álvaro Guerrero                                               | Nominado  |
| Premio Ariel                              | Mejor Co-actuación Masculina                               | Jorge A. Jiménez                                              | Nominado  |
| Premio Ariel                              | Mejor Co-actuación Masculina                               | Juan Daniel García Treviño                                    | Nominado  |
| Premio Ariel                              | Mejor Edición                                              | Alain Dessauvage                                              | Nominado  |
| Premio Ariel                              | Mejor Guion Cinematográfico Original                       | Habacuc Antonio de Rosario Teodora Mihai                      | Nominados |
| Premio Ariel                              | Mejor Maquillaje                                           | Alfredo García                                                | Nominado  |
| Premio Ariel                              | Mejor Sonido                                               | Jean-Stephane Garbe Federico González Jordán Valérie Le Docte | Nominados |
| Premios Canacine                          | Mejor Actriz                                               | Arcelia Ramírez                                               | Ganadora  |
| Premios Canacine                          | Mejor Película                                             | La civil                                                      | Nominada  |
| Diosas de Plata                           | Mejor Película                                             | La civil                                                      | Nominado  |
| Diosas de Plata                           | Mejor Dirección                                            | Teodora Mihai                                                 | Nominada  |
| Diosas de Plata                           | Mejor Actriz                                               | Arcelia Ramírez                                               | Nominada  |
| Diosas de Plata                           | Mejor Actor                                                | Álvaro Guerrero                                               | Nominado  |
| Diosas de Plata                           | Mejor Papel de Cuadro Masculino                            | Juan Daniel García Treviño                                    | Ganador   |
| Diosas de Plata                           | Mejor Papel de Cuadro Femenino                             | Vanesa Burciaga                                               | Nominada  |
| Diosas de Plata                           | Mejor Guion                                                | Habacuc Antonio de Rosario Teodora Mihai                      | Ganadores |